# 创造分类学
创造分类学（英文:Baraminology，“Bara”意为创造，“Min”意为种类）是一种由圣经创造论者发明，用以分类现有生物以及已经绝种的生物的分类法。创造分类学最初由库尔特·怀斯（Kurt Wise）於1990年代提出。创造分类学的成立，其中一个需要解决的问题是，当初挪亚带了多少种动物上了方舟以便躲过全球性的大洪水。
根据创造分类学，目前认为挪亚带上方舟的动物不超过1400种，大约共6700多只陆地上的动物和飞鸟进入方舟。而一些动物已经在大洪水后灭绝了，目前的陆地动物和飞鸟可归类为633种左右。虽然海洋动物并没有上挪亚方舟，不过创造分类学也有被用来归类海洋动物。
在大洪水之后，这些从方舟出来的动物逐渐繁衍，分化成了后来数目繁多各种各样的动物。
创造分类学的其中一种分类方法是根据两种动物之间是否可以杂交。例如，狮子和老虎杂交之后可以生下狮虎，则狮子与老虎可以被归类为同一类动物。马和驴可以杂交而生下骡，因此马和驴也应被归类为同一类动物。
创造分类学还有一个不成文的规则，那就是洁净和不洁净的动物通常不会归类为同一类。这是因为上帝吩咐挪亚带入方舟的洁净动物和不洁净动物的数量是不同的。
除了年轻地球创造论者外，年老地球创造论者也可以相信创造分类学。也就是相信说并没有所谓的最后共同祖先，相信有全球性大洪水但是不相信六日创造是字面上的意义。不管是年轻地球创造论者还是年老地球创造论者，都相信生物只会在上帝规定的种类里面演变，不相信跨种类的演变。
现在的科学生物分类学为biological taxonomy，是由生物学家林奈创立，林奈也是一名神创论者。不过现在的创造论者认为，现行的taxonomy分类学已经被查尔斯·达尔文的演化论影响了，也为了要解决挪亚方舟带多少动物的问题，因此便提出了创造分类学（baraminology）。

## 研究方法
创造分类学使用了和演化论系统学相同的方法，包括了支序分类学和模式分析（Anaylsis of Pattern, ANOPA）。不过，与其是用这些方法来找出生物的共同之处，创造分类学使用这些方法来寻找生物群体中形态学和基因上的差距。
创造分类学家还研发了属于创造论者的系统学软件，叫做BDIST，来研究生物群体之间的差异。
Alan Gishlick在2006年时审阅了创造分类学的工作成品，发现了他们使用的方法相当严谨，内部一致性也相当强。